# 反リチウム
反リチウム（はんリチウム、antilithium）は、反物質で構成される元素の一種。
元素記号はLi（リチウムの元素記号Liの上に線を引く。読みは「エル・アイ・バー」）。原子番号は−3。
通常のリチウム原子核は陽子と中性子から構成されるのに対し、反リチウム原子核は反陽子と反中性子から構成される。宇宙初期のビッグバンで合成された可能性が非常に高い元素である。

## 反リチウムの同位体
7Liは宇宙初期にヘリウム4同士が衝突し生成されたヘリウム8がβ崩壊を起こして合成された可能性がある。

## その他
反リチウムは主に宇宙初期のビッグバン合成と超新星爆発で生成され、加速器で生成される確率は、反ヘリウムの場合の1/200万と考えられている。